# Oa Ngũ vương
Năm vua nước Wa (倭の五王 (Oa ngũ vương) Wa no go ō) là các vua của Nhật Bản cổ đại, đã gửi sứ giả tới Trung Quốc trong thế kỷ thứ 5 để tăng cường tính hợp pháp của quyền lực cai trị bằng cách đạt được sự công nhận của Hoàng đế Trung Quốc. Không có thông tin chi tiết về điều này. Theo ghi chép trong sử sách Trung Quốc, tên của họ là San (讃 (Tán)), Chin (珍 (Trân)), Sai (濟 (Tế)), Kō (興 (Hưng)) và Bu (武 (Võ)).

## Ghi chép sử sách Trung Quốc và các chức danh ban cho các vua của Wa
| Tây lịch (AD) | Triều đại    | Lịch Trung Quốc      | Vua của Wa                                               | Mô tả | Nguồn Trung Quốc chính thức                                   |
| ------------- | ------------ | -------------------- | -------------------------------------------------------- | --- | ------------------------------------------------------------- |
| 413           | Nhà Tấn      | 義熙 (Nghĩa Hi) 9    | Không rõ, San có trong Lương thư, 諸夷伝 (Chư di truyền) | Oa vương gửi triều cống. | Tấn thư, 安帝紀 (An Đế kỉ), Thái Bình ngự lãm                 |
| 421           | Nhà Lưu Tống | 永初 (Vĩnh Sơ) 2     | San                                                      | Tán vương gửi triều cống cho nhà Tấn. Lưu Tống Vũ Đế ban cho danh hiệu, có lẽ là 安東将軍倭国王 (An Đông tướng quân Oa quốc vương - Tổng tướng quân phía Đông và Vua nước Oa), cho Tán. | Tống thư, 倭国伝 (Oa quốc truyền)                             |
| 425           | Nhà Lưu Tống | 元嘉 (Nguyên Gia) 2  | San                                                      | Tán vương gửi sứ giả 司馬 (Tư Mã) Sōtatsu và tặng Văn Đế một món quà. | Tống thư, 倭国伝 (Oa quốc truyền)                             |
| 430           | Nhà Lưu Tống | 元嘉 (Nguyên Gia) 7  | Có lẽ là San                                             | Tháng giêng, Oa vương gửi một cống vật. | Tống thư, 文帝紀 (Văn Đế kỉ)                                  |
| 438           | Nhà Lưu Tống | 元嘉 (Nguyên Gia) 15 | Chin                                                     | Tán vương băng, hoàng đệ là Trân kế vị. Trân gửi một cống vật, tự xưng là 使持節都督倭百斉新羅任那秦韓慕韓六国諸軍事安東太将軍倭国王 (Sử trì Tiết đô đốc Oa Bách Tân La Nhậm Na Tần Hàn Mộ Hàn lục quốc chư quân sự An Đông thái tướng quân Oa quốc vương - Chỉ huy quân sự tối cao của sáu nước Oa, Tân La, Mimana (Nhậm Na), Gaya (Gia Già), Jinhan (Thìn Hàn) và Mahan (Mã Hàn)). Tháng tư, Văn Đế phong Trân làm 安東将軍倭国王 (An Đông tướng quân Oa quốc vương). Hoàng đế cũng phong Wa Zui và mười ba thuộc hạ của Trân làm 平西征虜冠軍輔国将軍 (Bình Tây chinh Lỗ quan quân phụ quốc tướng quân). | Tống thư, 文帝紀 (Văn đế kỉ) và 倭国伝 (Oa quốc truyền)       |
| 443           | Nhà Lưu Tống | 元嘉 (Nguyên Gia) 20 | Sai                                                      | Tế gửi một cống vật và được phong làm 安東将軍倭国王 (An Đông tướng quân Oa quốc vương). | Tống thư, 倭国伝 (Oa quốc truyền)                             |
| 451           | Nhà Lưu Tống | 元嘉 (Nguyên Gia) 28 | Sai                                                      | Tế vương được phong làm 使持節都督倭新羅任那加羅秦韓慕韓六国諸軍事 (Sử trì Tiết đô đốc Oa Tân La Nhậm Na Gia La Tần Hàn Mộ Hàn lục quốc chư quân sự) và 安東将軍 (An Đông tướng quân). Tháng bảy, Tế được thăng chức lên 安東太将軍 (An Đông thái tướng quân). Hai muơi ba thuộc hạ cũng được thăng chức. | Tống thư, 文帝紀 (Văn đế kỉ) và 倭国伝 (Oa quốc truyền)       |
| 460           | Nhà Lưu Tống | 大明 (Đại Minh) 4    | Có lẽ là Sai                                             | Tháng mười hai, Oa vương gửi một cống vật. |                                                               |
| 462           | Nhà Lưu Tống | 大明 (Đại Minh) 6    |                                                          | Tháng ba, Hiếu Vũ Đế phong Hưng, hoàng nhi của Tế làm 安東将軍倭国王 (An Đông tướng quân Oa quốc vương). | Tống thư, 孝武帝紀 (Hiếu Vũ Đế kỉ) và 倭国伝 (Oa quốc truyền) |
| 477           | Nhà Lưu Tống | 昇明 (Thăng Minh) 1  | Bu                                                       | Tháng mười một, Oa vương gửi một cống vật. Hưng vương băng, hoàng đệ là Vũ kế vị. Vũ tự xưng hiệu là 使持節都督倭百斉新羅任那加羅秦韓慕韓七国諸軍事安東太将軍倭国王 (Sử trì Tiết đô đốc Oa Tân La Nhậm Na Gia La Tần Hàn Mộ Hàn lục quốc chư quân sự An Đông thái tướng quân Oa quốc vương). | Tống thư, 順帝紀 (Thuận Đế kỉ) và 倭国伝 (Oa quốc truyền)     |
| 478           | Nhà Lưu Tống | 昇明 (Thăng Minh) 2  | Bu                                                       | Vũ tự xưng hiệu là 開府儀同三司 (Khai phủ nghi đồng tam ti) và ngỏ ý được tấn phong chính thức. Thuận Đế phong Vũ làm 使持節都督倭新羅任那加羅秦韓慕韓六国諸軍事安東太将軍倭王 (Sử trì Tiết đô đốc Oa Tân La Nhậm Na Gia La Tần Hàn Mộ Hàn lục quốc chư quân sự An Đông thái tướng quân Oa vương). | Tống thư, 順帝紀 (Thuận Đế kỉ) và 倭国伝 (Oa quốc truyền)     |
| 479           | Nam Tề       | 建元 (Kiến Nguyên) 1 |                                                          | Cao Đế phong Vũ làm 鎮東太将軍 (An Đông thái tướng quân). | Nam Tề thư, 倭国伝 (Oa quốc truyền)                           |
| 502           | Nhà Lương    | 天監 (Thiên Giam) 1  |                                                          | Tháng tư, Vũ Đế phong Vũ làm 征東将軍 (Chinh Đông tướng quân). Tên hiệu có lẽ bị nhầm thành 征東太将軍 (Chinh Đông thái tướng quân). | Lương thư, 武帝紀 (Vũ Đế kỉ)                                  |

Năm 479 và 502 được tự động thăng cấp với việc thành lập Triều đại mới của Trung Quốc.
Các danh hiệu quân sự thể hiện quyền cai trị qua các nước khác nhau này thật ra không có thực quyền. Những sự tấn phong này phản ánh cuộc tranh bá quyền lực trên khu vực giữa Goguryeo và Wa, được miêu tả trong Bia đá Quảng Khai Thổ.

## So sánh với Nihonshoki
Khi mà tên của các vị vua trong sử sách Trung Quốc rất khác những cái tên của các Thiên hoàng trong Nihonshoki, đặc điểm chi tiết của vị Thiên hoàng được ghi trong sử sách là chủ đề của nhiều tranh cãi đã kéo dài trong nhiều thế kỷ. Hầu hết các sử gia đương đại gán năm vua của Nhật Bản này cho những Thiên hoàng sau (hai khả năng được xác định cho vua San và Chin), chủ yếu dựa trên các chi tiết cá nhân về gia phả của họ được ghi chép trong các nguồn từ Trung Quốc. Mặt khác, bằng chứng khảo cổ học, chẳng hạn như chữ viết trên hai thanh kiếm Inariyama và Eta Funayama, cũng ủng hộ ý tưởng rằng Bu là cùng một người với Thiên hoàng Yūryaku, người được gọi là Wakatakeru Ōkimi bởi những người sống cùng thời.
- San  讃 Thiên hoàng Nintoku hoặc Thiên hoàng Richū
- Chin 珍 Thiên hoàng Hanzei hoặc Thiên hoàng Nintoku
- Sai hoặc Sei  濟 Thiên hoàng Ingyō
- Kō   興 Thiên hoàng Ankō
- Bu   武 Thiên hoàng Yūryaku

Khi Bu nhiều khả năng là Yūryaku, Kō, người được nói là anh trai của Bu, nhiều khả năng là cùng một người với Ankō, người cũng được ghi nhận ở Nihonshoki là anh trai của Yūryaku. Tuy nhiên, Tống thư ghi chép Kō với tên gọi "Thái tử Kō"; có một khả năng rằng ông không phải là Ankō, mà là Hoàng tử Kinashi no Karu, là thái tử của Ingyō.
Một số người nghi ngờ rằng cả hai đều là những người cai trị của một triều đình không phải Yamato mà trong thế kỷ thứ 5 cai trị hầu hết vùng đất ngày nay là Nhật Bản, vả là những người cho đến cuối cùng bị tiêu diệt bởi bởi tổ tiên của Triều đại hoàng gia hiện nay. Tuy nhiên, một ý tưởng như vậy không được chấp nhận rộng rãi trong giới học giả.